# Anne-Marie Imafidon
Anne-Marie Osawemwenze Minerai-Ofe Imafidon MBE, née le 27 juillet 1990 à Barking (Grand Londres), est une enfant prodige en mathématiques et informatique britannique. Elle passe le General Certificate of Secondary Education dans deux matières différentes - les mathématiques et les technologies de l'information - alors qu'elle est encore à l'école primaire. Elle a alors onze ans. Elle fonde et devient la directrice de Stemettes (en) en 2013, une entreprise sociale pour la promotion des carrières féminines dans les sciences, technologies, ingénieries et les mathématiques, et est honorée du titre de membre de l'ordre de l'Empire britannique en 2016.

## Enfance et éducation
Anne-Marie Imafidon est née en Angleterre en 1990. Son père, Chris Imafidon, est un ophtalmologiste qui a émigré à Londres depuis le Nigeria, et sa mère est Ann Imafidon. Elle et ses 3 frères et sœurs plus jeunes, Christina et les jumeaux Peter et Paula, sont des enfants prodiges,.
Elle commence l'école à la St Saviour Church of England Primary School de Walthamstow à Londres, et parle six langues à l'âge de 10 ans.
À l'âge de 10 ans, elle gagne une bourse pour l'École privée du Couvent St Joseph à Reading, avec un an d'avance sur l'âge habituel des nouveaux élèves.
À 13 ans, en 2003, elle reçoit une bourse d'études britannique pour étudier les mathématiques à l'université Johns-Hopkins. À 15 ans, en 2005, elle est admise à un programme d'études de l'université d'Oxford. À 17 ans, elle commence un master à l'université d'Oxford et, à 19 ans, en juin 2010, elle devient la plus jeune diplômée d'un master du pays,.

## Carrière
Anne-Marie Imafidon travaille brièvement pour Goldman Sachs, Hewlett-Packard, et la Deutsche Bank avant de se lancer et de devenir directrice de Stemettes (en) en 2013, afin de défendre le travail des femmes dans les sciences, technologies, ingénierie et les mathématiques (STIM),. En 2018, seulement 17% des personnes travaillant dans ces secteurs sont des femmes. STEMettes (en) organise des réunions et des hackathons pour soutenir les filles et les jeunes femmes qui envisagent une carrière dans les STIM. Les réunions sont gratuites. Depuis sa création, l'organisation a été le mentor plus de 15 000 filles en Angleterre, en Irlande et en Europe.
Elle eut l'idée d'un bagde « anti-harcèlement de rue » après avoir vu une vidéo sur internet d'une jeune fille en Inde harcelée dans un bus et devant laquelle tous les autres passagers se sont détournés. Les victimes envoient une alerte via une application en ligne et les personnes portant le badge le voient s'allumer. Le badge peut avoir deux utilités : pousser les gens à intervenir ou offrir à la personne harcelée une porte de sortie sans danger.
En avril 2014, Anne-Marie Imafidon est la conférencière principale au colloque BCSWomen (en) Lovelace.
Elle est aussi la cofondatrice de Outbox Incubator, un incubateur de talent pour jeunes filles dans le domaine de la technologie.

## Décoration
- Membre de l'ordre de l'Empire britannique, à 27 ans (2017). « Pour les services rendus aux jeunes femmes dans leurs carrières dans les STIM »[17]. Plus jeune scientifique décorée depuis 1890[17].

## Distinctions
- 2013 : Jeune professionnelle de l'année par la BCS (British Computer Society)[20].
- 2014 : Femme de l'année du Red Magazine[21].
- 2014 : Prime Minister's Points of Light Award[22].
- 2017 : 100 Women de la BBC équipe « Harcèlement de rue ».
- 2022 : Inspiring Fifty Europe[23].

## Titres honorifiques
- Docteur honoris causa de l'Open University[24].
- Docteur honoris causa de l'université calédonienne de Glasgow[24].
- Docteur honoris causa de l'université du Kent[24].
- Docteur honoris causa de la Royal Holloway (université de Londres)[25].
- Bourse honoraire du Keble College d'Oxford[24].

## Traduction et références
- (en) Cet article est partiellement ou en totalité issu de l’article de Wikipédia en anglais intitulé « Anne-Marie Imafidon » (voir la liste des auteurs).